# Serrat de la Cua de Gall
La Serra de Santa Coloma és una serra a cavall dels termes municipals de Castellcir (Moianès) i Balenyà (Osona). És a llevant de Santa Coloma Sasserra, al nord de la Sauva Negra, al sud-est del Collet de Puig-alt i a llevant de la Roca Mala. És un serrat delimitat a llevant pel torrent de Rocallisa, a migdia pel torrent de Sauva Negra i a ponent pel torrent del Soler.